# ハインリヒ・イザーク
ハインリヒ・イザーク（Heinrich Isaac 1450年頃 - 1517年3月26日）は、盛期ルネサンス音楽のフランドル楽派の作曲家。ジョスカンと同世代の作曲家の中では最も重要と看做されている。

## 生涯
イザークの生い立ちについて詳細は不明だが、おそらくフランドルの出身。1470年代までには作曲していたことが分かっており、イザークに関する最初の文書は1484年にさかのぼる。同年イザークはインスブルックの宮廷作曲家だった。翌年、フィレンツェのロレンツォ・デ・メディチの宮廷音楽家となり、オルガン奏者、宮廷楽長ならびにロレンツォの子供たちの家庭教師をつとめた。1497年までにイザークは、神聖ローマ帝国皇帝マクシミリアン1世に仕官し、主君に同行してドイツ各地を歴訪、当時のドイツの作曲界に多大な影響を及ぼしたと見なされている。1514年にフィレンツェに戻り、同地で他界した。
イザークは幅広い変化にとんだ楽曲をのこしており、ミサ曲、モテット、ドイツ語歌曲、イタリア語歌曲、器楽曲などがある。当時の最も多作な作曲家のひとりだが、永年にわたるジョスカンへの好評からその陰に隠れてきたきらいがある（ちなみにアントン・ヴェーベルンはイザークに関する論文で学位を取得している）。
彼の最も有名な作品は、おそらくドイツ・リート《インスブルックよさらば Innsbruck, ich muß dich lassen 》であろう。この曲は、しかしながら旋律そのものはイザークの創作ではなく、単なる（民謡の）編曲だったのかもしれない。この旋律は後にルター派のコラール《おお世よ、われ汝より離れざるを得ず O Welt, ich muß dich lassen 》にも流用され、バッハ作品やブラームスのオルガン曲の基礎となった。
イザークは《コラリス・コンスタンティヌス（コンスタンツ大聖堂の合唱曲）Choralis Constantinus 》を未完成のままで遺した。これはミサ固有式文の通年分を完全に作曲（多声化）する最初の試みとして知られ、およそ100曲が含まれている。イザークの門弟ルートヴィヒ・ゼンフルがこの曲集を完成させたが、その死後1555年になるまで出版されなかった。イザークはミサ通常文によっても40曲あまりを遺した。

## Media
Innsbruck, ich muss dich lassen